# Pandemia de COVID-19 na Irlanda do Norte
Este artigo documenta os impactos da pandemia de COVID-19 na Irlanda do Norte e pode não incluir todas as principais respostas e medidas contemporâneas.

## Cronologia

### Fevereiro de 2020
Em 29 de fevereiro o primeiro caso foi confirmado na Irlanda do Norte.

### Março de 2020
Em 7 de março o número de casos chegou a 7. Em 17 de março o número de caos chegou a 52. Em 19 de março, o país chegou  a 77 casos e confirmou a primeira morte. Em 22 de março de março a segunda morte foi confirmada e número de casos subiu para 128. Até 27 de março número de mortes chegou a 16 e o de casos passou de 500. Em 31 de março o número de casos atingiu 586 e o de mortes 28.

### Abril de 2020
Em 5 de abril o país chegou aos 1.000 casos confirmados e mais de 60 mortes. Até 12 de abril o número de casos estava acima de 1.800 e as morte já passavam de 100.